# Foot-Ball Associazione Novara 1923-1924
Questa pagina raccoglie i dati riguardanti la Foot-Ball Associazione Novara nelle competizioni ufficiali della stagione 1923-1924.

## Stagione
Il Novara, classificandosi al penultimo posto nel girone A, fu costretto a disputare il girone di qualificazione alla Prima Divisione 1924-1925 dove si trovò ad affrontare lo Spezia (penultimo nel girone B) e le cadette Olympia Fiume e Sestrese (terza e quarta classificata nel girone finale della Seconda Divisione 1923-1924). Classificandosi al secondo posto, riuscì a conquistare la salvezza.

## Rosa
| N. |                   | Ruolo | Calciatore           |
| -- | ----------------- | ----- | -------------------- |
|    | Italia (bandiera) | P     | Mario Bevilacqua     |
|    | Italia (bandiera) | P     | Giuseppe Roggia      |
|    | Italia (bandiera) | P     | Vincenzo Soffientini |
|    | Italia (bandiera) | D     | Enrico Patti         |
|    | Italia (bandiera) | D     | Piero Ragaglia       |
|    | Italia (bandiera) | D     | Bruno Varalli        |
|    | Italia (bandiera) | C     | Balossini            |
|    | Italia (bandiera) | C     | Pierino Cappa        |
|    | Italia (bandiera) | C     | Carlo Degara         |
|    | Italia (bandiera) | C     | Guglielminetti       |
|    | Italia (bandiera) | C     | Alfredo Milano       |

| N. |                   | Ruolo | Calciatore          |
| -- | ----------------- | ----- | ------------------- |
|    | Italia (bandiera) | C     | Alberto Pagliarini  |
|    | Italia (bandiera) | C     | Giovanni Pestarini  |
|    | Italia (bandiera) | C     | Lionello Quaglia    |
|    | Italia (bandiera) | C     | Ettore Reynaudi     |
|    | Italia (bandiera) | A     | Serafino Carrera    |
|    | Italia (bandiera) | A     | Renato Clerici      |
|    | Italia (bandiera) | A     | Giovanni Locarni    |
|    | Italia (bandiera) | A     | Giustiniano Marucco |
|    | Italia (bandiera) | A     | Mario Meneghetti    |
|    | Italia (bandiera) | A     | Rossi               |

## Risultati

### Prima Divisione

#### Girone di andata
| Arbitro: | Bistoletti (Milano) |

|                                          |           |           |
| Melchior 17’ Busini III 78’ Monti II 81’ | Marcatori | 54’ Rossi |

| Arbitro: | Fries (Milano) |

|                                     |           |          |
| Pagliarini 5’ Meneghetti 60’ (rig.) | Marcatori | 80’ Bini |

| Arbitro: | G.Crivelli (Milano) |

|                                 |           |  |
| Moruzzi 16’, 21’ Catto 43’, 72’ | Marcatori |  |

| Arbitro: | Majani (Torino) |

|                                   |           |                        |
| Locarni 32’ Meneghetti 83’ (rig.) | Marcatori | 11’ Vezzani 70’ Cuttin |

| Arbitro: | Bistoletti |

|                          |           |  |
| Munerati 42’ Pastore 90’ | Marcatori |  |

| Arbitro: | G.Crivelli (Milano) |

|  |           |                           |
|  | Marcatori | 61’ Carzino II 65’ Derchi |

| Arbitro: | Guarnieri (Milano) |

|            |           |                     |
| Marucco 9’ | Marcatori | 43’, 70’ Baloncieri |

| Arbitro: | Pinasco (Sestri Ponente) |

|              |           |  |
| Sartorio 37’ | Marcatori |  |

| Arbitro: | Venegoni (Legnano) |

|               |           |                         |
| Pestarini 29’ | Marcatori | 79’ (rig.) Cevenini III |

| Arbitro: | Grossi (Milano) |

|                                             |           |  |
| Meneghetti 20’ Pagliarini 33’ Pestarini 46’ | Marcatori |  |

| Arbitro: | Guiot (Milano) |

|                              |           |              |
| Cappa 46’ Bersani 51’ (aut.) | Marcatori | 75’ Giuliani |

#### Girone di rtorno
| Novara 6 gennaio 1924 12ª giornata | Novara              | 0 – 0 | Padova | Campo di via Lombroso\| Arbitro: \| Bistoletti (Milano) \| |
| Arbitro:                           | Bistoletti (Milano) |       |        |                                                            |

| Arbitro: | Massa (Torino) |

|                     |           |             |
| Baccilieri 33’, 40’ | Marcatori | 88’ Marucco |

| Arbitro: | Bistoletti (Milano) |

|              |           |                     |
| Reynaudi 35’ | Marcatori | 14’ Sardi 44’ Catto |

| Arbitro: | Vagge (Genova) |

|                                                                         |           |                            |
| Forlivesi 9’ Cuttin 25’, 30’, 35’ Breviglieri I 44’ Manzotti I 62’, 73’ | Marcatori | 70’ Marucco 89’ Meneghetti |

| Arbitro: | Pasquinelli (Bologna) |

|             |           |  |
| Marucco 50’ | Marcatori |  |

| Arbitro: | Guiot (Milano) |

|                |           |  |
| Carzino II 73’ | Marcatori |  |

| Alessandria 2 marzo 1924 18ª giornata | Alessandria    | 0 – 0 | Novara | Campo degli Orti\| Arbitro: \| Actis (Torino) \| |
| Arbitro:                              | Actis (Torino) |       |        |                                                  |

| Arbitro: | Brunetti (Torino) |

|                        |           |                                      |
| Reynaudi 5’ Degara 63’ | Marcatori | 10’, 30’ Ferraris II 67’ Migliavacca |

| Arbitro: | Olivari (Genova) |

|                        |           |           |
| Rivolta 51’ Agradi 90’ | Marcatori | 83’ Cappa |

| Arbitro: | Pinasco (Sestri Ponente) |

|                                |           |             |
| Magnozzi 10’, 85’ Nigiotti 57’ | Marcatori | 44’ Locarni |

| Arbitro: | Mauro (Milano) |

|                                  |           |          |
| Bissolotti 2’ (rig.) Bersani 70’ | Marcatori | 1’ Cappa |

### Qualificazioni alla Prima Divisione
| Arbitro: | Salvagno (Venezia) |

|            |           |  |
| Kregar 61’ | Marcatori |  |

| Arbitro: | Livraghi (Milano) |

|              |           |              |
| D'Aquino 44’ | Marcatori | 18’ Gallotti |

| Arbitro: | Fries (Milano) |

|  |           |                                               |
|  | Marcatori | 39’ Cappa 52’, 58’ Marucco 63’ (aut.) Toselli |

| Arbitro: | Canepa (Savona) |

|                                             |           |              |
| Cappa 25’ Meneghetti 30’ (rig.) Dagnino 71’ | Marcatori | 69’ Sumberaz |

| La Spezia 31 agosto 1924 5ª giornata | Spezia              | 0 – 0 | Novara | Stadio Alberto Picco\| Arbitro: \| Bistoletti (Milano) \| |
| Arbitro:                             | Bistoletti (Milano) |       |        |                                                           |

| Arbitro: | Guiot (Milano) |

|                                                        |           |  |
| Dagnino 15’, 28’, 49’ Marucco ?’ Cappa ?’ Reynaudi 90’ | Marcatori |  |

## Statistiche

### Statistiche di squadra
| Competizione                        | Punti | In casa | In casa | In casa | In casa | In casa | In casa | In trasferta | In trasferta | In trasferta | In trasferta | In trasferta | In trasferta | Totale | Totale | Totale | Totale | Totale | Totale | DR  |
| Competizione                        | Punti | G       | V       | N       | P       | Gf      | Gs      | G            | V            | N            | P            | Gf           | Gs           | G      | V      | N      | P      | Gf     | Gs     | DR  |
| ----------------------------------- | ----- | ------- | ------- | ------- | ------- | ------- | ------- | ------------ | ------------ | ------------ | ------------ | ------------ | ------------ | ------ | ------ | ------ | ------ | ------ | ------ | --- |
| Prima Divisione                     | 12    | 11      | 4       | 3       | 4       | 15      | 14      | 11           | 0            | 1            | 10           | 7            | 27           | 22     | 4      | 4      | 14     | 22     | 41     | -19 |
| Qualificazioni alla Prima Divisione | 8     | 3       | 2       | 1       | 0       | 10      | 2       | 3            | 1            | 1            | 1            | 4            | 1            | 6      | 3      | 2      | 1      | 14     | 3      | +11 |
| Totale                              | -     | 14      | 6       | 4       | 4       | 25      | 16      | 14           | 1            | 2            | 11           | 11           | 28           | 28     | 7      | 6      | 15     | 36     | 44     | -8  |

### Statistiche dei giocatori
| Giocatore      | Prima Divisione | Prima Divisione |
| Giocatore      | Presenze        | Reti            |
| -------------- | --------------- | --------------- |
| Balossini      | 22              | 0               |
| M. Bevilacqua  | 1               | -7              |
| P. Cappa       | 16              | 3               |
| S. Carrera     | 18              | 0               |
| R. Clerici     | 1               | 0               |
| C. Degara      | 17              | 1               |
| Guglielminetti | 1               | 0               |
| G. Locarni     | 12              | 2               |
| G. Marucco     | 22              | 4               |
| M. Meneghetti  | 21              | 4               |
| A. Milano      | 14              | 0               |
| A. Pagliarini  | 8               | 2               |
| E. Patti       | 22              | 0               |
| G. Pestarini   | 18              | 2               |
| Quaglia        | 3               | 0               |
| P. Ragaglia    | 1               | 0               |
| E. Reynaudi    | 18              | 2               |
| G. Roggia      | 19              | -27             |
| Rossi          | 5               | 1               |
| V. Soffientini | 2               | -7              |
| B. Varalli     | 1               | 0               |